# Petr Koblasa
Petr Koblasa (* 7. listopadu 1993, Soběslav, Česko) je český hokejový útočník. Nejčastěji nastupuje na pozici pravého křídla. Momentálně hraje za tým HC Verva Litvínov.
S hokejem začínal v jihočeské Soběslavi. Poté hrál v mládežnických kategorií Budějovického Mountfieldu. Největší část kariéry odehrál v Karlových Varech a v Chomutově. Od sezony 2023/24 působí v Litvínově. HC Verva Litvínov uplatnila na Koblasu obci a za tým bude nastupovat i v sezóně 2025/2026

## Klubové statistiky
| Sezona  | Klub                    | Soutěž | Z. | G. | A. | B. |
| ------- | ----------------------- | ------ | -- | -- | -- | -- |
| 2011–12 | HC Energie Karlovy Vary | ČHL    | 3  | 0  | 0  | 0  |
| 2012–13 | HC Energie Karlovy Vary | ČHL    | 28 | 2  | 1  | 3  |
| 2013–14 | HC Energie Karlovy Vary | ČHL    | 46 | 5  | 2  | 7  |
| 2013–14 | HC Baník Sokolov        | 2.ČHL  | 8  | 4  | 7  | 11 |
| 2014–15 | HC Energie Karlovy Vary | ČHL    | 46 | 5  | 4  | 9  |
| 2014–15 | HC Baník Sokolov        | 2.ČHL  | 8  | 3  | 1  | 4  |
| 2015–16 | HC Energie Karlovy Vary | ČHL    | 37 | 3  | 3  | 6  |
| 2015–16 | SK Kadaň                | 1.ČHL  | 15 | 3  | 1  | 4  |
| 2016–17 | Piráti Chomutov         | ČHL    | 52 | 5  | 12 | 17 |
| 2017–18 | Piráti Chomutov         | ČHL    | 52 | 9  | 8  | 17 |
| 2018–19 | Piráti Chomutov         | ČHL    | 49 | 6  | 6  | 12 |
| 2019–20 | HC Energie Karlovy Vary | ČHL    | 51 | 14 | 12 | 26 |
| 2020–21 | HC Energie Karlovy Vary | ČHL    | 49 | 17 | 13 | 30 |
| 2021–22 | HC Energie Karlovy Vary | ČHL    | 52 | 13 | 11 | 24 |
| 2022–23 | HC Energie Karlovy Vary | ČHL    | 52 | 18 | 11 | 29 |
| 2023–24 | HC Verva Litvínov       | ČHL    | 51 | 24 | 15 | 39 |
| 2024–25 | HC Verva Litvínov       | ČHL    | 42 | 15 | 14 | 29 |